# 環丁醇
環丁醇（英語：Cyclobutanol）是一種含有四元環的醇類，分子式C4H8O。與其母體化合物環丁烷類似，因為四元環具有環張力，所以碳碳鍵容易斷裂開環而顯示出獨特的性質，是有機化學合成的對象。

## 製備
環丁醇可以透過還原環丁酮得到。
環丁醇也可以透過環丙基甲醇經由酸催化得到。
經由Demjanov重排反應，環丁胺與亞硝酸反應會產生環丁醇與其他副產物。